# Enantiomerenverhältnis
Das Enantiomerenverhältnis {\displaystyle er} (englisch enantiomeric ratio) gibt in der Stereochemie das relative Mengenverhältnis von Überschuss- zu Unterschussenantiomer in einem Enantiomerengemisch an.

## Definition
{\displaystyle er={\frac {m_{\text{Überschuss}}}{m_{\text{Unterschuss}}}}={\frac {n_{\text{Überschuss}}}{n_{\text{Unterschuss}}}}\geq 1}
Darin steht {\displaystyle m} für die Masse und {\displaystyle n} für die Stoffmenge der jeweiligen Enantiomere.
Beispielsweise wäre bei Massenanteilen der Enantiomere von 80 % zu 20 % das Enantiomerenverhältnis
{\displaystyle er={\frac {0{,}8}{0{,}2}}=4.}
Bei einem Racemat (auch racemisches Gemisch genannt) ist das Enantiomerenverhältnis per definitionem
{\displaystyle er=1.}

## Geschichte
Traditionell wurden Gemische (zweier) enantiomerer Verbindungen durch ihre optische Reinheit charakterisiert (engl. optical purity, Abk. op), da die Analytik auf der Bestimmung der spezifischen Drehwinkel mittels Polarimetrie basierte.
Der Enantiomerenüberschuss (engl. enantiomeric excess, Abk. ee) wird oft fälschlicherweise als identisch mit der optischen Reinheit angesehen und daher auch noch oft verwendet.

## Gegenwart
Nach Vorschlag der IUPAC soll der Begriff Enantiomerenüberschuss zunehmend durch den Begriff Enantiomerenverhältnis ersetzt werden.
Das Enantiomerenverhältnis kann aus dem Enantiomerenüberschuss berechnet werden:
{\displaystyle er={\frac {1+ee}{1-ee}}}
Diese Formel kann umgestellt werden zu:
{\displaystyle \Leftrightarrow ee={\frac {er-1}{er+1}},} im Beispiel aus der Einleitung wäre also {\displaystyle ee={\frac {4-1}{4+1}}=0{,}60=60\,\%.}
Zur Analytik des Enantiomerenverhältnisses verwendet man heute vorwiegend
- chromatographische Methoden[2] (Dünnschicht-,[3][4] Gas-[5] oder Hochdruckflüssigkeitschromatographie unter Verwendung chiraler stationärer Phasen)
- spezielle NMR-Techniken.[6]

## Anwendungsbeispiel
Die Analytik des Enantiomerenverhältnisses dient beispielsweise zur Prüfung von natürlichen Fruchtaromen und von Lebensmitteln, die mit ihnen aromatisiert werden. Einige Aromastoffe haben nämlich natürliche chirale Eigenschaften und kommen somit in enantiomeren Formen vor. Dabei weisen chirale Aromastoffe natürlichen Ursprungs in der Regel eine charakteristische Verteilung der Enantiomeren auf. Daher kann mit Hilfe der Lebensmittelanalytik festgestellt werden, ob ausschließlich natürliche Aromastoffe vorliegen und ob die Produkte entsprechend den Vorschriften gekennzeichnet sind.